# Baszta Pod Zrębem

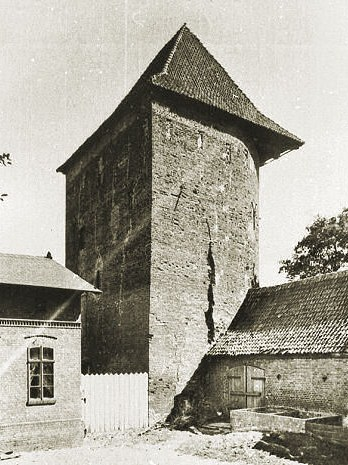
Ansicht der Baszta Pod Zrębem (Trumpfturm, um 1905)

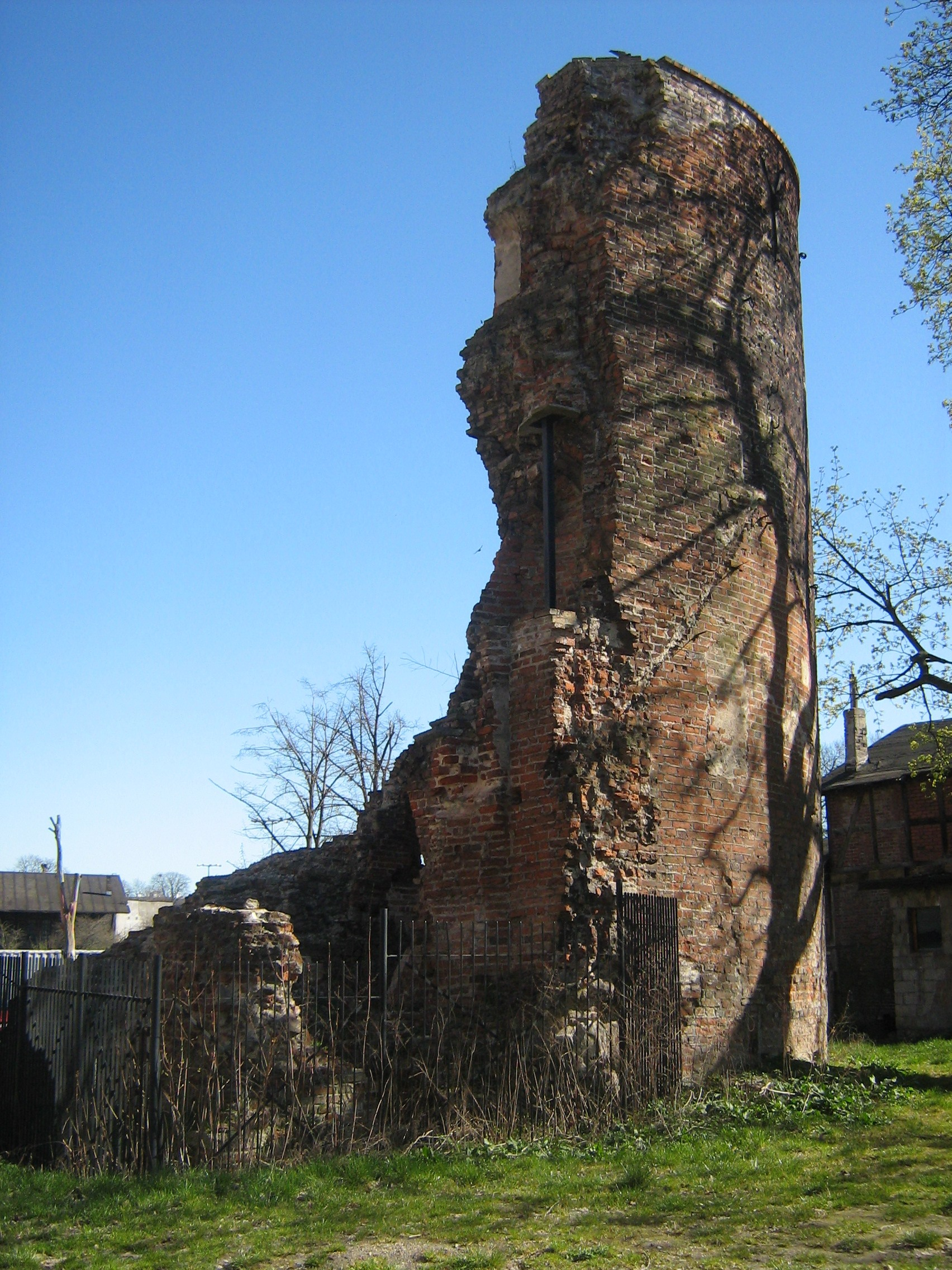
Ansicht im Jahr 2007

Die Baszta Pod Zrębem (deutsch Trumpfturm) ist ein 1487 errichteter, eingestürzter Wehrturm (polnisch baszta) in Danzig in Polen. Als Teil der Stadtbefestigung diente er dem Schutz der Vorstadt (Stare Przedmieście). Nach dem Bau der Festung Danzig blieb das Bauwerk erhalten und diente im 18. Jahrhundert als Pulverturm.

## Geschichte
Der Turm am Poggenpfuhl (Żabi Kruk) wurde 1487 erbaut und sicherte die südöstlichste Ecke der Vorstadt, die eine eigene Stadtmauer erhielt. Im Jahr 1563 wurde er Turm „an der Riedewand“ genannt, im 17. Jahrhundert „Pulver Thurm“. Von 1822 bis 1945 wurde das Bauwerk als Trumpf Thurm beziehungsweise Trumpfturm (Baszta Atutową) bezeichnet. Der polnische Name der ehemaligen Holzschneidegasse (ulica Pod Zrębem) war namensgebend für den Turm. Der Turm trägt ein rechteckig zugeschnittenes Dach, während das Mauerwerk die Form eines abgeschnittenen Zylinders hat.
Der Turm wurde im 19. Jahrhundert renoviert. Den Zweiten Weltkrieg überstand er unbeschädigt. In den 1960er Jahren wurden Schutzmaßnahmen durchgeführt. Am 15. Dezember 1976 stürzte die nordwestliche Ecke des Turms ein. Als Folge des Sturms vom 3. März 1982 stürzte das Bauwerk zu zwei Dritteln ein und liegt seitdem in Trümmern. Die Ruine wurde mit Balken abgestützt, die 2002 durch Stahlträger ersetzt wurden. In den Jahren 2012–2013 wurde der Turm umfassend gesichert und 2015 eingezäunt.
Unter den Nummern 74 und 312 wurde der Turm am 18. Dezember 1959 und 27. Februar 1967 in die Nationale Denkmalliste der Woiwodschaft Danzig (heute Woiwodschaft Pommern) eingetragen.

## Beschreibung
Der Turm hatte sechs Geschosse und war 22 Meter hoch. Bei einem Durchmesser von elf Metern sind die Mauern im Erdgeschoss zwei bis drei Meter stark. In der ersten Hälfte des 16. Jahrhunderts wurde eine Plattform geschaffen, die den Einsatz von Kanonen ermöglichte. Dies schwächte jedoch die Struktur des Bauwerks.